# Tinea latipennella
Tinea latipennella är en fjärilsart som beskrevs av Philipp Christoph Zeller 1877. Tinea latipennella ingår i släktet Tinea och familjen äkta malar.
Artens utbredningsområde är Colombia. Inga underarter finns listade i Catalogue of Life.